# 莱策尔斯多夫
莱策尔斯多夫是奥地利下奥地利州科尔新堡县的一个市镇。总面积27.88平方公里，总人口1196人，人口密度42.9人/平方公里（2005年）。